# خال ورق

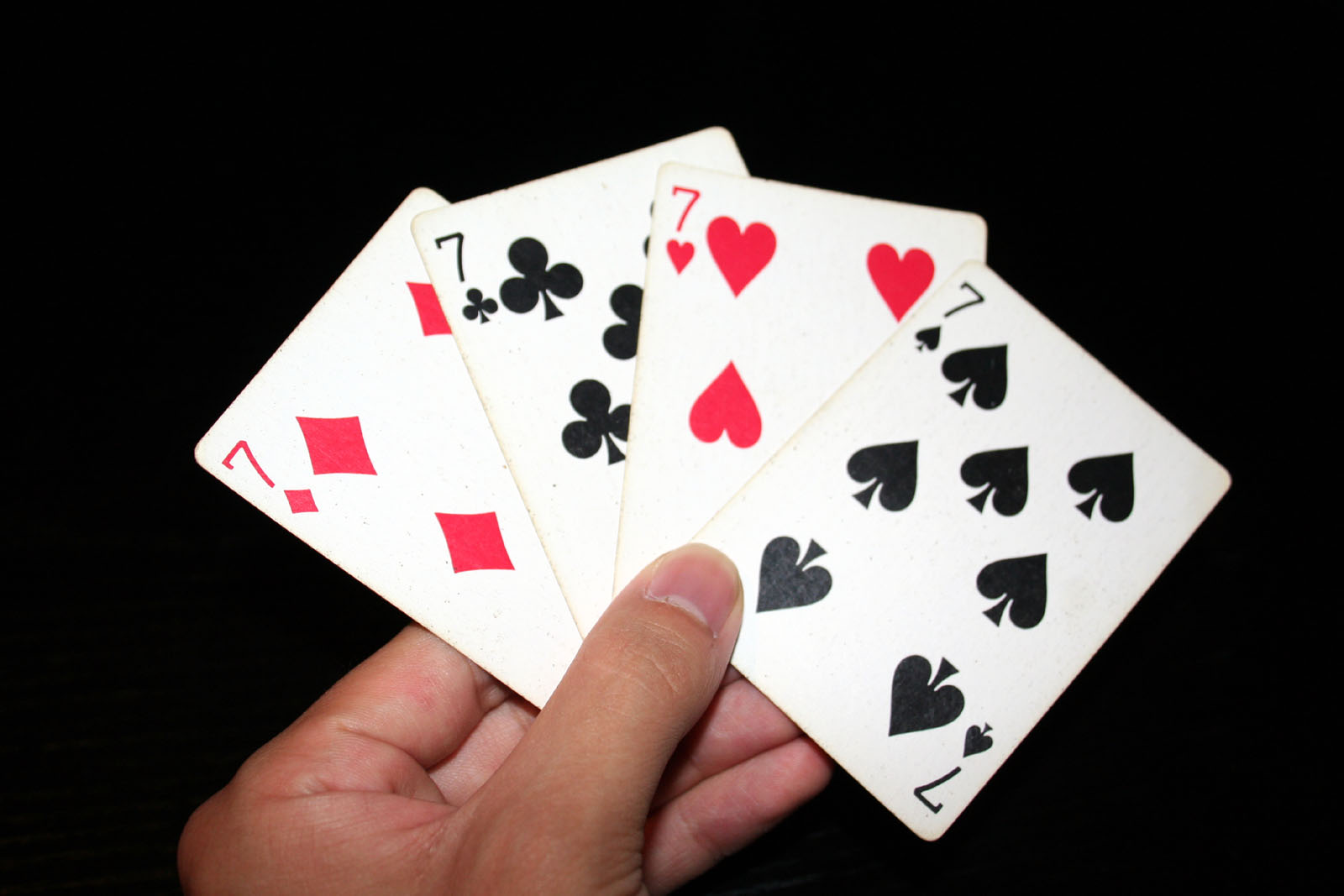
چهار خال بازی ورق: خشت، گشنیز(♣)، دل و پیک (♠)

در ورق‌های بازی، خال (به انگلیسی: Suit) یکی از دسته‌بندی‌هایی است که کارت‌های یک دست ورق به آن تقسیم می‌شوند. اغلب، هر کارت دارای یک پیپ (نماد) است که نشان می‌دهد به کدام خال تعلق دارد. رتبه برای هر کارت با تعداد پیپ‌های روی آن تعیین می‌شود، به جز کارت‌های چهره. رتبه‌بندی نشان می‌دهد که کدام کارت‌ها در یک خال بهتر، بالاتر یا ارزشمندتر از سایر کارت‌ها هستند که در قوانین بازی ورق تعیین می‌شوند. در اکثر دسته‌های ورق، دقیقاً یک کارت از هر رتبه معین در هر خال مشخص وجود دارد. یک دست ورق ممکن است شامل کارت‌های ویژه‌ای باشد که به هیچ خالی تعلق ندارند که اغلب جوکر نامیده می‌شوند.